# Nati nel 1685
| Questa pagina contiene informazioni ricavate automaticamente dalle voci biografiche con l'ausilio del template Bio e di un bot. L'aggiornamento è periodico e automatico e ricostruisce completamente la pagina. Se manca una persona in questa lista, sei pregato di non aggiungerla, ma accertati piuttosto che la sua voce biografica contenga il template Bio e che i dati anagrafici siano correttamente compilati. Se il template Bio manca, inseriscilo tu stesso o, in alternativa, metti l'avviso {{tmp\|Bio}} che ne segnala la mancanza. Se i dati riportati sono sbagliati, correggi direttamente la voce biografica; le modifiche saranno visibili in questa lista entro pochi giorni. Per chiarimenti vedi il progetto biografie. La lista contiene solo le 96 persone che sono citate nell'enciclopedia e per le quali è stato implementato correttamente il template Bio. Pagina aggiornata al 14 dic 2024. |

## Gennaio(6)
- 1º gennaio - Teresa Caterina Lubomirska, principessa polacca († 1712)
- 7 gennaio - Jonas Alströmer, imprenditore svedese († 1761)
- 9 gennaio - Tiberius Hemsterhuis, filologo e critico letterario olandese († 1766)
- 18 gennaio - Charles René Billuart, teologo francese († 1757)
- 19 gennaio - Sebastián de Eslava, generale spagnolo († 1759)
- 31 gennaio - Girolamo de Bardi, cardinale italiano († 1761)

## Febbraio(9)
- 2 febbraio - Amand von Buseck, vescovo cattolico e abate tedesco († 1756)
- 4 febbraio - Pietro Antonio Falco, presbitero e inventore italiano († 1752)
- 8 febbraio - Charles-Jean-François Hénault, drammaturgo, storico e scrittore francese († 1770)
- 9 febbraio - Francesco Loredan, doge († 1762)
- 10 febbraio - Aaron Hill, drammaturgo e scrittore inglese († 1750)
- 12 febbraio - George Hadley, avvocato e fisico inglese († 1768)
- 17 febbraio - Louis de l'Isle de la Croyère, astronomo e esploratore francese († 1741)
- 23 febbraio - Georg Friedrich Händel, compositore tedesco († 1759)
- 26 febbraio - Tolomeo III Saverio Gallio, VI duca di Alvito, nobile italiano († 1711)

## Marzo(7)
- 2 marzo - Moses Williams, antiquario e religioso gallese († 1742)
- 7 marzo - Ludovico Perini, ingegnere e architetto italiano († 1731)
- 11 marzo - Jean-Pierre Niceron, scrittore francese († 1738)
- 12 marzo - George Berkeley, filosofo, teologo e vescovo anglicano irlandese († 1753)
- 17 marzo - Jean-Marc Nattier, pittore francese († 1776)
- 26 marzo - Germain Louis Chauvelin, politico francese († 1762)
- 31 marzo - Johann Sebastian Bach, compositore e musicista tedesco († 1750)

## Aprile(4)
- 18 aprile - Jacques-Pierre de Taffanel de La Jonquière, ammiraglio e funzionario francese († 1752)
- 24 aprile - Cosimo Imperiali, cardinale italiano († 1764)
- 30 aprile - Carlo Ambrogio Mezzabarba, patriarca cattolico italiano († 1741)
- 30 aprile - Hermann Friedrich Teichmeyer, medico e botanico tedesco († 1746)

## Maggio(6)
- 6 maggio - Sofia Luisa di Meclemburgo-Schwerin, regina († 1735)
- 8 maggio - Michelangelo Caetani, X duca di Sermoneta, nobile italiano († 1759)
- 9 maggio - Clemente Ruta, pittore italiano († 1767)
- 19 maggio - Neri Maria Corsini, cardinale italiano († 1770)
- 27 maggio - Simone Maria Poggi († 1749)
- 29 maggio - Heinrich Köhler, filosofo tedesco († 1737)

## Giugno(9)
- 1º giugno - Peregrine Lascelles, generale britannico († 1772)
- 1º giugno - Ferdinando Bernualdo Filippo Orsini d'Aragona, principe italiano († 1734)
- 10 giugno - Harry Grey, III conte di Stamford, nobile britannico († 1739)
- 14 giugno - Carlotta Guglielmina di Sassonia-Coburgo-Saalfeld, principessa († 1767)
- 21 giugno - Antonio Bernacchi, contralto italiano († 1756)
- 24 giugno - Hans von Lehwaldt, generale prussiano († 1768)
- 29 giugno - Pierre-François Guyot Desfontaines, abate, critico letterario e traduttore francese († 1745)
- 30 giugno - John Gay, poeta e drammaturgo britannico († 1732)
- 30 giugno - Dominikus Zimmermann, architetto tedesco († 1766)

## Luglio(1)
- 5 luglio - Claude Lamoral II di Ligne, militare belga († 1766)

## Agosto(6)
- 6 agosto - Martin Bouquet, monaco cristiano, storico e filologo francese († 1754)
- 13 agosto - Carpoforo Mazzetti Tencalla, pittore e scultore svizzero († 1743)
- 14 agosto - João da Motta e Silva, cardinale portoghese († 1747)
- 15 agosto - Jacob Theodor Klein, giurista, botanico e matematico polacco († 1759)
- 18 agosto - Brook Taylor, matematico britannico († 1731)
- 20 agosto - Farrukh Siyar, sovrano († 1719)

## Settembre(6)
- 4 settembre - Giovanni Adolfo II di Sassonia-Weissenfels, militare tedesco († 1746)
- 17 settembre - Lelio Dalla Volpe, tipografo italiano († 1749)
- 17 settembre - Carlo Augusto di Nassau-Weilburg, militare tedesco († 1753)
- 20 settembre - Giuseppe Matteo Alberti, compositore italiano († 1751)
- 21 settembre - Nicolò Tron, politico, imprenditore e agronomo italiano († 1771)
- 22 settembre - Giovanni Mercurino Antonio Arborio di Gattinara, vescovo cattolico italiano († 1743)

## Ottobre(4)
- 1º ottobre - Carlo VI d'Asburgo, sovrano († 1740)
- 4 ottobre - Costantino Vigilante, vescovo cattolico italiano († 1754)
- 25 ottobre - Zaccaria Canal, politico e diplomatico italiano († 1746)
- 26 ottobre - Domenico Scarlatti, clavicembalista e compositore italiano († 1757)

## Novembre(6)
- 5 novembre - Peter Angelis, pittore francese († 1734)
- 11 novembre - Florida Cevoli, religiosa italiana († 1767)
- 17 novembre - Pierre Gaultier de Varennes de la Vérendrye, esploratore francese († 1749)
- 18 novembre - Antoine Dérizet, architetto francese († 1768)
- 24 novembre - Dorotea di Schleswig-Holstein-Sonderburg-Beck, principessa danese († 1761)
- 28 novembre - Gabrielle-Suzanne Barbot de Villeneuve, scrittrice francese († 1755)

## Dicembre(5)
- 6 dicembre - Maria Adelaide di Savoia, principessa († 1712)
- 8 dicembre - Giovanni Maria Farina, profumiere italiano († 1766)
- 8 dicembre - Francesco Grassi, archeologo e antiquario italiano († 1762)
- 12 dicembre - Lodovico Giustini, compositore, organista e clavicembalista italiano († 1743)
- 16 dicembre - Charles Cressent, scultore e ebanista francese († 1768)

## Senza giorno specificato(27)
- Setthathirat II, sovrano laotiano († 1730)
- Filippo Argelati, storico e numismatico italiano († 1755)
- Domenico Luigi Barone, drammaturgo italiano († 1757)
- Antonio Benevoli, medico italiano († 1758)
- Thomas Bligh, ufficiale e politico irlandese († 1775)
- Giovanni Battista Canossa, incisore e intagliatore italiano († 1747)
- Mary Clavering, nobildonna inglese († 1724)
- Antonio Celestino Cocchi, medico, botanico e scrittore italiano († 1747)
- Lorenzo De Mari, doge († 1772)
- Balthasar Denner, pittore tedesco († 1749)
- Robert Dundas il Vecchio, giurista scozzese († 1753)
- Johann Gottfried Fehre, architetto tedesco († 1753)
- Duncan Forbes, politico scozzese († 1747)
- André Gonçalves, pittore portoghese († 1754)
- Lorenzo Guadagnini, liutaio italiano († 1746)
- Bartolomeu de Gusmão, gesuita, inventore e naturalista portoghese († 1724)
- Justus van Huysum II, pittore e disegnatore olandese († 1707)
- Georg Christoph Martini, pittore, scultore e scrittore tedesco († 1745)
- Pietro Micheli, pittore italiano († 1750)
- Francesco Monti, pittore e disegnatore italiano († 1768)
- Ferdinando Mosca, architetto e intagliatore italiano († 1773)
- Grigorij Ivanovič Orlov, militare e politico russo († 1746)
- George Payne, funzionario e scrittore britannico († 1757)
- Mary Read, pirata britannica († 1721)
- Catherine Tofts, soprano inglese († 1756)
- Ivan Petrovič Tolstoj, politico russo († 1728)
- Joshua Ward, medico inglese († 1761)